# Leonardo AW09
Der Leonardo AW09 ist ein leichter einmotoriger Mehrzweckhubschrauber. Ursprünglich als Kopter SH09 wurde er vom schweizerischen Hersteller Kopter (vormals Marenco Swisshelicopter) entwickelt. Nach der Übernahme von Kopter durch den italienischen Rüstungskonzern Leonardo läuft der Hubschrauber als AW09. Der AW09 durchläuft die Zertifizierung in der EU und den Vereinigten Staaten, welche zuerst für 2024 erwartet worden war und jetzt 2025 erfolgen soll.

## Geschichte

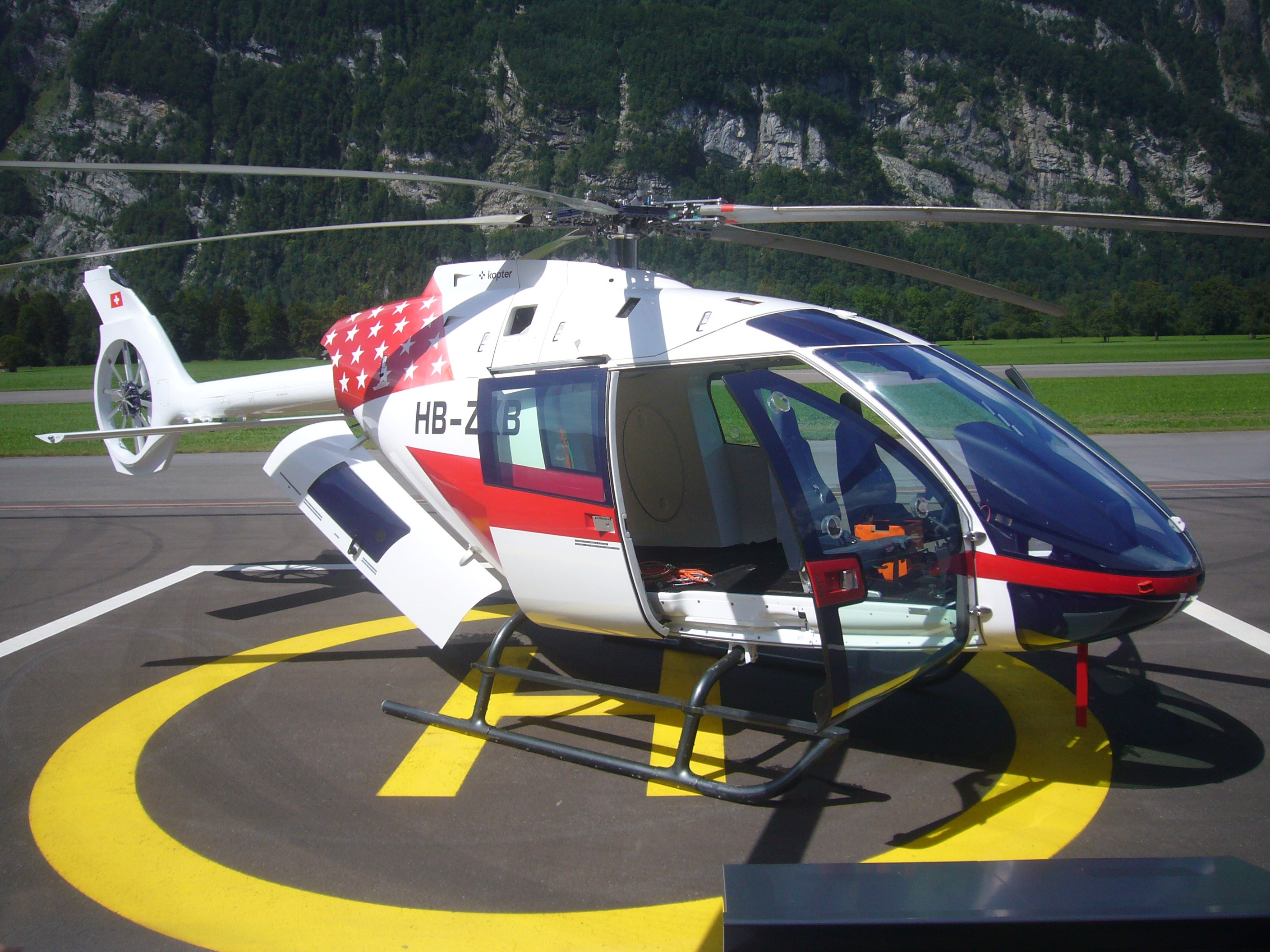
Der zweite Prototyp noch mit dem schlanken Rotormast

Im Jahr 2007 wurde aus der Muttergesellschaft Marenco heraus die Marenco Swisshelicopter (ab 1. Februar 2018 Umfirmierung in Kopter) gegründet. Ziel war es, einen neuartigen leichten Mehrzweckhubschrauber in der 2,5-Tonnen-Klasse zu entwickeln. Auf der Heli-Expo stellte das Unternehmen 2011 erstmals ein 1:1-Modell des Hubschraubers vor.
Der Erstflug war zunächst für das Frühjahr 2012 angesetzt, musste jedoch auch wegen der Lieferung des kalibrierten Honeywell HTS900-Trieberks erst im März 2013 auf Juni 2013 und später auf August 2014 verschoben werden. Der erste Prototyp des SKYe SH09, die HB-ZXA, hob schliesslich am 2. Oktober 2014 in Mollis zu einem ersten kurzen Testflug ab. Der zweite Prototyp HB-ZXB absolvierte seinen Erstflug am 26. Februar 2016. Zum Zeitpunkt des Erstfluges hielt der CEO Martin Stucki eine Endmontage der Serien-Helikopter in Mollis für machbar. Der zweite Prototyp brachte diverse Änderungen, die mit dem ersten Prototypen erprobt werden konnten, welcher nach recht wenigen Flugstunden Anfang 2018 aus dem Luftfahrtregister gelöscht wurde.
Der Hubschrauber sollte zunächst durch die europäische Flugsicherheitsbehörde EASA und anschliessend durch das US-amerikanische Gegenstück FAA zugelassen werden.
Die Auslieferung war ursprünglich für 2018 angesetzt, wurde aber mehrmals verschoben. Erstkunde ist die Air Zermatt.
Die Finanzierung des Projekts erfolgte ursprünglich überwiegend durch den russischen Oligarchen Alexander Leonidowitsch Mamut, der insgesamt 380 Millionen Dollar in die Entwicklung des SH09 investierte.
Die treibende Kraft auf der technischen Seite war bis Anfang Dezember 2016 der Maschineningenieur und Gründer der Marenco Martin Stucki. Aufgrund von Differenzen mit dem Finanzgeber schied er per 1. Januar 2017 aus dem Unternehmen aus. Als Geschäftsführer amtete bis 2020 Andreas Löwenstein. Im Februar 2018 war die Halle für die Fertigung in Mollis fertig erstellt. Anfang 2020 wurde die Zertifizierung des Hubschraubers nach dem Jahreswechsel 2020/2021 erwartet, nachdem der Rotorkopf grundlegend überarbeitet worden war. Das erwartete Zertifizierungsdatum wurde später auf Ende 2023/Anfang 2024 und schliesslich sogar auf 2025 verschoben.  Am 16. März 2023 flog der vierte Prototyp HB-ZXD erstmals. Zwei Monate zuvor war der dritte Prototyp aus dem Register ausgetragen worden.
Am 8. April 2020 gab der italienische Hersteller Leonardo den Abschluss der Übernahme der Kopter Group AG (Kopter) von Lynwood (Schweiz) bekannt. Mollis bleibt das Kompetenzzentrum. Die Serienproduktion wird nicht in der Schweiz stattfinden.
Der Kaufpreis besteht aus 185 Millionen US-Dollar plus Earn out. Kopter soll Kompetenzzentrum für neue leichte Hubschrauber von Leonardo Helicopter werden. Ende April 2021 wurde der SH09 in Leonardo AW09 umgetauft.
Trotz den wiederholten Verspätungen wird dem AW09 gute Marktchancen gebilligt, so hatte Leonardo im Herbst 2024 bereits über 100 Vorbestellungen samt Anzahlung.

## Konstruktion
Die Zelle des AW09 ist zu grossen Teilen aus Faserverbundwerkstoffen gefertigt. Grosszügige Verglasungen und eine Scheibe im Boden sollen den Piloten optimale Sicht auf die Umgebung und die Nutzlast bieten. Der Innenraum ist durch seitliche Schiebetüren sowie eine geteilte Hecktür zugänglich. Ein variables Sitzkonzept soll dem Nutzer viel Flexibilität bei der Gestaltung der Kabine bieten. Der lagerlose, fünfblättrige Hauptrotor wies bei den ersten drei Prototypen zunächst ein innenliegendes Steuergestänge auf. Beim dritten Prototyp wurde der Rotorkopf komplett umkonstruiert, der der Rotormast wurde markant höher und auf die innenliegenden Steuergestänge wurde verzichtet. Nach allen Änderungen auch an Landegestell, der Heckfinne und Rotorblättern entstand ein weitgehend neuer Helikopter.
Für den Momentenausgleich sorgt ein gekapselter Heckrotor. Laut Herstellerangaben sollen diese Massnahmen dem Hubschrauber eine geringe Lärmemission, hohe Reisegeschwindigkeit und gute Hot-and-High-Leistungen verleihen. Angetrieben wurden die beiden Rotoren zunächst von einem Honeywell-HTS900-Triebwerk. Beim vierten Prototypen wechselte das Unternehmen zum Triebwerk Arriel von Safran.

## Technische Daten
| Kenngrösse           | Daten                                         |
| -------------------- | --------------------------------------------- |
| Besatzung            | 1 + 1                                         |
| Passagiere           | bis zu 8                                      |
| Rumpflänge           | 13,13 m                                       |
| Rotordurchmesser     | 10,96 m                                       |
| Höhe über alles      | 3,74 m                                        |
| Leermasse            | ca. 1300 kg                                   |
| max. Startmasse      | ca. 2850 kg (3000 kg mit Aussenlast)          |
| Reisegeschwindigkeit | 140 kts (260 km/h)                            |
| Reichweite           | 800 km (432 nm)                               |
| Triebwerk            | ein Safran Arriel 2K mit 750 kW Dauerleistung |